# Atari 65
Atari 65 (65 / 130 XE) је био кућни рачунар фирме Атари (Atari) који је почео да се производи у САД од 1985. године.
Користио је MOS 6502C као микропроцесор. RAM меморија рачунара је имала капацитет од 128 kb (130-XE). 

## Детаљни подаци
Детаљнији подаци о рачунару 65 су дати у табели испод.
|                       | |
| [ 1 ]                 | |
| Произвођач            | Атари |
| Тип                   | кућни рачунар                                                                                              |
| Меморија              | 130-XE: 128 kb                                                                                             |
| Поријекло             | Сједињене Америчке Државе                                                                                  |
| Година                | 1985 |
| Тастатура             | тастатура са пуним помаком тастера, 57 тастера, 5 функцијских тастера (Help, Start, Select, Option, Reset) |
| Процесор              | |
| Фреквенција процесора | 1,79 |
| RAM                   | 130-XE: 128 kb                                                                                             |
| ROM                   | 24 kb |
| Текст                 | пет текст модова, највише : 40 x 24                                                                        |
| Графика               | 11 графичких модова, највише : 320 x 192                                                                   |
| Боја                  | 16 боја са 15 нивоа интензитета свака                                                                      |
| Звук                  | 4 канала, 3.5 октава                                                                                       |
| Димензије             | 47 (ширина) x 24 (дубина) x 6 (висина) cm                                                                  |
| Портови               | |
| Оперативни систем     | [[]] |